# Mejer Gugenhajm
Mejer Gugenhajm (/ˈɡʊɡənhaɪm/ ; 1. februar 1828 – 15. mart 1905) bio je patrijarh onoga što je postalo poznato kao Gugenhajm familija u Sjedinjenim Državama, koja je postala jedna od najbogatijih porodica na svetu tokom 19. veka, i zadržala taj status tokom 20. veka.

## Detinjstvo i mladost
Gugenhajm je rođen u Lengnau, Argau, Švajcarska, 1. februara 1828. On je bio sin Sajmona Majera Gugenhajma i Šafeli (devojački Levinger) Gugenhajm, i bio je Aškenaskog porekla.

## Karijera
Nakon što je 1847. emigrirao iz Švajcarske u Sjedinjene Države, on je započeo novi život u uvoznom poslu. Konačno je bogatstvo (jedno od najvećih u 19. veku) stekao poslovnim poduhvatima u rudarstvu i topionicama, uglavnom u Sjedinjenim Državama.
Nakon ulaganja u rudnike srebra u rudarskom okrugu Lidvil u Koloradu, proširio se na topljenje rude u Koloradu. On je izgradio niz topionica širom Sjedinjenih Država i na severu Meksika. Kako je nekoliko njegovih sinova odrastalo, oni su preuzeli vodeću ulogu u porodičnom rudarskom i topioničarskom poslu.

## Lični život
Gugenhajm je upoznao Barbaru Majers (1834–1900), koja je isto tako bila imigrant na brodu u Sjedinjene Države, a oženio ju je četiri godine kasnije oko 1852. Zajedno su bili roditelji desetoro preživele dece.
Pet od njihovih sedam sinova bilo je aktivno u porodičnim preduzećima, uključujući:
- Isak Gugenhajm (1854–1922), koji je oženio Kari Soneborn 1876.[8][9]
- Danijel Gugenhajm (1856–1930), glava porodice nakon očeve smrti, koji je bio najaktivniji od njegovih sinova u razvoju i sticanju svetskih rudarskih interesa.[10]
- Maurice Guggenheim|Mari Gugenhajm (1858–1939), prvobitno u uvozu čipki i vezenih proizvoda; do 1881. godine bio je finansijer koji se bavio rudarstvom i topioničarstvom.[11]
- Solomon Robert Gugenhajm (1861–1949), pobornik moderne umetnosti kroz svoje osnivanje i donacije Muzeju moderne umetnosti.[12]
- Jeanette Guggenheim (1863–1889), udala se za Alberta Gerstla i preminula pri porođaju.[13]
- Bendžamin Gugenhajm (1865–1912),[14] koji je preminuo u Titanic nesreći. On je oženio Floret Seligman.[15]
- Džon Sajmon Gugenhajm (1867–1941), senator iz Kolorada tokom jednog termina.[16]
- Vilijam Gugenhajm (1868–1941)[17]
- Rouz Gugenhajm (1871–1945),[18] koja se udavala tri puta; prvo za Alberta Loeba (rukovodioca Njujorkške berze), drugi put za Samjuela M. Goldsmita 1908. godine, i treći put za Čarlesa E. Kvika.[19]
- Kora Gvendalajn Gugenhajm (1873–1956), koja se udala za Luisa Franka Rotšilda, osnivača firme L.F. Rotšild.[20]

Nakon smrti njegove supruge 1900. godine, Gugenhajm i njegovi sinovi su donirali $200.000 Maunt Sinaj bolnici za izgradnju bolnice u njenu čast. Gugenhajm je umro 15. marta 1905. godine u Palm Biču u Floridi. On je sahranjen na groblju Sejlem Filds u Bruklinu, Njujork.

### Potomci
Preko sina Bendžamina, Gugenhajm je bio deda kolekcionarke umetnosti i člana višeg društva Pegi Gugenhajm.

## Literatura
- Rothbard, Murray N. Wall Street, Banks, and American Foreign Policy. Ludwig von Mises Institute. стр. 20. ISBN 9781610163088. Приступљено 25. 1. 2012.
- Vail, Karole (ed) (2009). The Museum of Non-Objective Painting. New York: The Solomon R. Guggenheim Foundation.
- University, Columbia (1897). Catalogue of Matriculants who Have Not Graduated, 1758-1897 (на језику: енглески). Published for the University.
- Annual Register of the Officers and Students of Columbia College (на језику: енглески). New York City: Columbia College. 1884. стр. 13.

## Spoljašnje veze
- Logan, Claudia (11. 6. 2018). „Florence Ahloss Guggenheim 1863 – 1944”. Jewish Women's Archive.
- „Daniel Guggenheim Dies Suddenly at 74 of Heart Disease. Philanthropist, Capitalist and Patron of the Arts Succumbs at Port Washington Home. $2,500,000 Gift the Basis of Important Research.”. The New York Times. 29. 9. 1930.
- Aerofiles.com - The 1927 Guggenheim Safe Aircraft Competition
- Guggenheim, Daniel - Overview, Personal Life, Career Details, Social and Economic Impact, Chronology: Daniel Guggenheim
- National Mining Hall of Fame Inductee Bio Архивирано на веб-сајту  (16. јун 2020)
- Daniel and Harry Guggenheim – Supporters of Aviation Technology
- Daniel Guggenheim Medal recipients